# San Salvatore Monferrato
San Salvatore Monferrato là một đô thị ở tỉnh Alessandria trong vùng Piedmont của Italia, có vị trí cách khoảng 70 km về phía đông của Torino và khoảng 10 km về phía tây bắc của Alessandria. Tại thời điểm ngày 31 tháng 12 năm 2004, đô thị này có dân số 4.629 người và diện tích là 31,6 km².
Đô thị San Salvatore Monferrato có các frazioni (các đơn vị cấp dưới, chủ yếu là các làng) Fosseto, Piazzolo, Salcido, Valdolenga, Valparolo, và Frescondino.
San Salvatore Monferrato giáp các đô thị: Alessandria, Castelletto Monferrato, Lu, Mirabello Monferrato, Quargnento, và Valenza.
- Iginio Ugo Tarchetti (1839–1869), một nhà thơ, tiểu thuyết gia, nhà báo là một người quê ở đây.